# 아시아 아티스트 어워즈
아시아 아티스트 어워즈(영어: Asia Artist Awards, AAA)는 글로벌 엔터테인먼트 미디어 스타뉴스(STARNEWS)가 주최하고, Asia Artist Awards 조직위원회가 주관하는 국내 최초의 K팝, K드라마, K무비 통합 시상식이다.

## 역대 수상자

### 1회 (2016년)
- 일시 : 2016년 11월 16일
- 장소 : 서울 경희대 평화의 전당
- 진행 : 조우종, 이시영, 이특 (슈퍼주니어)[2]

| 부문                | 수상자                         | 수상자               |
| 부문                | 가수 부문                      | 배우 부문            |
| ------------------- | ------------------------------ | -------------------- |
| 대상                | EXO                            | 조진웅               |
| 베스트 아티스트상   | 방탄소년단, 트와이스           | 박해진, 박신혜       |
| 베스트 아이콘상     | 방탄소년단                     | 김유정               |
| 베스트 스타상       | 블락비, 세븐틴                 | 박보검, 수지         |
| 베스트 프로듀서상   | 방시혁                         | 빈칸                 |
| 베스트 셀러브리티상 | 빅스, AOA                      | 남궁민, 진구, 김지원 |
| 베스트 엔터네이너상 | B.A.P, 마마무                  | 서강준, 남지현       |
| 베스트 초이스상     | 다이나믹 듀오                  | 성훈, 이시영         |
| 인기상              | EXO                            | 백현, 윤아           |
| 베스트 OST상        | 거미                           | 빈칸                 |
| 뉴웨이브상          | 황치열, 방대동                 | 곽시양, 이정신       |
| 아시아 스타상       | EXO                            | 박보검, 윤아         |
| 바이두 스타상       | EXO                            | 빈칸                 |
| 라이징 스타상       | 한동근, 우주소녀, BOYS AND MEN | 신현수, 박혜수, 치푸 |
| 신인상              | NCT 127, 블랙핑크              | 류준열, 나나         |

### 2회 (2017년)
- 일시 : 2017년 11월 15일
- 장소 : 서울 잠실실내체육관
- 진행 : 이특 (슈퍼주니어), 이태임

| 부문                  | 수상자                                | 수상자                 |
| 부문                  | 가수 부문                             | 배우 부문              |
| --------------------- | ------------------------------------- | ---------------------- |
| 대상                  | EXO                                   | 김희선                 |
| 레전드상              | 슈퍼주니어                            | 빈칸                   |
| 베스트 아티스트상     | 세븐틴                                | 남궁민, 박해진, 윤아   |
| 베스트 웰컴상         | 빈칸                                  | 이승기                 |
| 베스트 스타상         | 지코, SNH48 7SENSES                   | 박서준, 류준열         |
| 베스트 셀러브리티상   | 빅스, 에이핑크                        | 준호, 박민영           |
| 베스트 아이콘상       | 크러쉬, 마마무, 황치열                | 서강준                 |
| 베스트 엔터테이너상   | 뉴이스트 W, 몬스타엑스, 볼빨간사춘기  | 성훈, 김태리           |
| 페뷸러스상            | EXO, 슈퍼주니어                       | 박서준, 이준기         |
| 초이스상              | Just Jerk                             | 민효린, 이태임, 채범희 |
| 아시아 아이콘상       | 빈칸                                  | 박신혜                 |
| 아시아 스타상         | 빈칸                                  | 수지                   |
| 인기상                | EXO                                   | 디오, 윤아             |
| 뉴웨이브상            | 스누퍼, 아스트로, 램페이지            | 최태준, 공승연, 신현수 |
| 라이징 스타상         | JBJ, 정세운, 구구단, 다이아, 모모랜드 | 강태오, 지수, 서은수   |
| 신인상                | 워너원, 프리스틴, 카드                | 안효섭, 정채연         |
| 베스트 크리에이티브상 | 빈칸                                  | 신원호                 |
| 베스트 OST상          | 에일리                                | 빈칸                   |
| 삼성페이상            | 워너원                                | 빈칸                   |

### 3회 (2018년)
- 일시 : 2018년 11월 28일
- 장소 : 인천 남동체육관
- 진행 : 이특 (슈퍼주니어), 이성경

| 부문                 | 수상자                                                                                      | 수상자                                                                      |
| 부문                 | 가수 부문                                                                                   | 배우 부문                                                                   |
| -------------------- | ------------------------------------------------------------------------------------------- | --------------------------------------------------------------------------- |
| 대상                 | 방탄소년단                                                                                  | 이병헌                                                                      |
| 베스트 아티스트상    | 워너원, 세븐틴, 트와이스                                                                    | 하정우                                                                      |
| 베스트 뮤지션상      | IKON, 지코                                                                                  | 빈칸                                                                        |
| 베스트 액터상        | 빈칸                                                                                        | 주지훈, 유연석, 아이유                                                      |
| 베스트 파퓰러상      | GOT7                                                                                        | 류준열, 이승기                                                              |
| 베스트 뮤직상        | 뉴이스트 W, 마마무, 선미                                                                    | 빈칸                                                                        |
| 베스트 이모티브상    | 빈칸                                                                                        | 정해인, 준호, 이성경, 진서연                                                |
| 베스트 셀러브리티상  | 빈칸                                                                                        | 수지                                                                        |
| 아시아 트렌드상      | 빈칸                                                                                        | 정해인, 윤아                                                                |
| 아시아 브릴리언트상  | AOA                                                                                         | 민호, 이다희                                                                |
| 베스트 아이콘상      | 몬스타엑스, 모모랜드                                                                        | 최태준, 엘                                                                  |
| 신인상               | 아이즈원, 스트레이 키즈, (여자)아이들, 더 보이즈                                            | 김다미, 장기용                                                              |
| 올해의 아티스트상    | 지코, 워너원, IKON, 트와이스, 세븐틴, 몬스타엑스 마마무, GOT7, 뉴이스트 W, 선미, 방탄소년단 | 준호, 류준열, 이성경, 정해인, 아이유 이승기, 주지훈, 유연석, 하정우, 이병헌 |
| AAA 페뷸러스상       | 방탄소년단, 트와이스                                                                        | 이병헌, 하정우                                                              |
| 에코 크리에이터상    | 빈칸                                                                                        | 박해진                                                                      |
| 아시아 핫티스트상    | 워너원                                                                                      | 아이유                                                                      |
| AAA 초이스상         | 스누퍼                                                                                      | 류이호, 곽시양, 진영, 진서연                                                |
| 베스트 프로듀서상    | 피독                                                                                        | 빈칸                                                                        |
| 퍼포먼스 디렉터상    | 손성득                                                                                      | 빈칸                                                                        |
| 베스트 크리에이터상  | 빈칸                                                                                        | 원동연                                                                      |
| AAAX스타페이 인기상  | 방탄소년단                                                                                  | 세훈, 아이유                                                                |
| 히스토리 오브 송즈상 | 세븐                                                                                        | 빈칸                                                                        |
| 페이버릿상           | 청하                                                                                        | 성훈                                                                        |
| 뉴웨이브상           | KARD, 우주소녀, 구구단                                                                      | 설현                                                                        |
| 라이징상             | fromis 9, SF9                                                                               | 차은우, 정인선                                                              |
| 포커스상             | D-CRUNCH, W24                                                                               | 김용지, 진주형, 신현수                                                      |

### 4회 (2019년)
- 일시 : 2019년 11월 26일
- 장소 : 베트남 하노이 미딩 국립경기장
- 진행 : 이특 (슈퍼주니어), 임지연, 안효섭, 낸시

| 부문                                   | 수상자 | 수상자               |
| 부문                                   | 가수 부문 | 배우 부문            |
| -------------------------------------- | --- | -------------------- |
| 대상                                   | 트와이스 (올해의 가수) GOT7 (올해의 퍼포먼스) 세븐틴 'An Ode' (올해의 앨범) 레드벨벳 '음파음파' (올해의 노래) | 장동건               |
| 베스트 아티스트상                      | 지코 | 윤아, 박민영         |
| 탑 오브 케이팝 레코드상                | 슈퍼주니어 | 빈칸                 |
| 베스트 액터상                          | 빈칸 | 지창욱               |
| 베스트 뮤지션상                        | 뉴이스트 | 빈칸                 |
| 베스트 케이컬쳐상                      | GOT7 | 이광수               |
| 베스트 이모티브상                      | 강다니엘 | 임지연               |
| 베스트 아이콘상                        | 청하, 세븐틴                                                                                                  | 정해인, 최시원       |
| 초이스상                               | 모모랜드 | 안효섭, 이정은       |
| 스타15 인기상                          | 강다니엘, 스트레이 키즈, 이달의 소녀                                                                          | 빈칸                 |
| 베스트 소셜 아티스트상                 | 세븐틴, 트와이스                                                                                              | 윤아                 |
| 베스트 프로듀서상                      | 지코 | 빈칸                 |
| 베스트 베트남 아티스트상               | 빅 프엉 | 꾸억 쯔엉, 바오 타잉 |
| 아시아 셀러브리티상                    | 레드벨벳, 뉴이스트                                                                                            | 지창욱, 박민영       |
| AAA X 동남미디어 FPT 폴리테크닉 인기상 | 슈퍼주니어 | 세훈, 송지효         |
| 신스틸러상                             | 빈칸 | 이광수, 이정은       |
| 그루브상                               | (여자)아이들, 스트레이 키즈                                                                                   | 빈칸                 |
| 신인상                                 | AB6IX, 투모로우바이투게더, ITZY                                                                               | 옹성우               |
| 포텐셜상                               | 강다니엘, 스누퍼                                                                                              | 정해인               |
| 포커스상                               | 동키즈, 이달의 소녀                                                                                           | 이정은               |

### 5회 (2020년)
- 일시 : 2020년 11월 28일
- 장소 :
- 진행 : 이특 (슈퍼주니어), 박주현

| 부문 | 수상자 | 수상자         |
| 부문 | 가수 부문 | 배우 부문      |
| ---- | --- | -------------- |
| 대상 | 트와이스 (올해의 가수) GOT7 (올해의 퍼포먼스) NCT 'NCT RESONANCE Pt. 1' (올해의 앨범) 방탄소년단 'Dynamite' (올해의 노래) 임영웅 (올해의 트로트) 몬스타엑스 (올해의 스테이지) | 이정재, 김수현 |

### 6회 (2021년)
- 일시 : 2021년 12월 2일
- 장소 : KBS 아레나
- 진행 : 이특 (슈퍼주니어), 장원영 (IVE)

### 7회 (2022년)
- 일시 : 2022년 12월 13일
- 장소 : 일본 나고야 니혼가이시홀
- 진행 : 이특 (슈퍼주니어), 장원영 (IVE)

### 8회 (2023년)
- 일시 : 2023년 12월 14일
- 장소 : 필리핀 아레나
- 진행 : 강다니엘, 장원영 (IVE), 성한빈 (제로베이스원)
- 한국 독점 생중계 : Weverse 위버스 (송출 플랫폼 : Weverse APP, WEB, TV APP)

### 9회 (2024년)
- 일시 : 2024년 12월 27일
- 장소 :
- 진행 : 류준열, 장원영 (IVE), 성한빈 (제로베이스원)

## 같이 보기
- 소리바다 베스트 케이뮤직 어워즈
- 멜론 뮤직 어워드
- 엠넷 아시안 뮤직 어워드
- 골든 디스크
- 하이원 서울가요대상
- 한국대중음악상
- 가온차트 뮤직 어워즈